# Chain Reaction (Diana Ross)
Chain Reaction è un singolo della cantante statunitense Diana Ross, scritto da Barry, Robin e Maurice Gibb, ovvero dal gruppo musicale anglo-australiano Bee Gees. Il brano, pubblicato nel 1985, è stato estratto dall'album di Diana Ross intitolato Eaten Alive.
La stessa artista ha reinciso il brano nel 1992, pubblicandolo nel 1993 in versione remix con il titolo Chain Reaction '93.

## Tracce
1. Chain Reaction
2. More And More

## Cover
- Il gruppo musicale britannico Steps ha pubblicato una cover del brano nel 2001, inserendola nella raccolta Gold: Greatest Hits.